# Jeannot Heinen
Jeannot Heinen (født 25. december 1937 i Luxembourg by, Luxembourg - død 6. marts 2009 i Baden-Baden, Tyskland) var en luxembourgsk komponist og forfatter.
Heinen studerede komposition på Musikkonservatoriet i Luxembourg by, og senere videre på Musikkonservatorierne i Karlsruhe og Saarbrücken. Han skrev orkesterværker, kammermusik, koncertmusik, korværker, sange, scenemusik, solostykker for mange instrumenter etc. Heinen´s omfattende arbejde spænder fra impressionistisk prægede tidlige værker til neo-barokkompositioner og til værker med atonal og eksperimentel karakter. Han skrev også foredrag og musikologiske essays, herunder Tekniske videnskaber i musikken, og Musik i Baden-Baden. Heinen var bosat i Baden Baden i Tyskland fra 1969.

## Udvalgte værker
- Koncert (1967) - for alt, cello og orkester
- Polarisering (1973) - for orkester